# Otto von Fircks
Otto Friedrich Freiherr von Fircks (ur. 14 września 1912 w Pedvāle, Łotwa, zm. 17 listopada 1989 w Hanowerze) – niemiecki baron, SS-Obersturmführer oraz deputowany do Bundestagu z ramienia CDU w powojennych Niemczech.

## Życiorys
Otto von Fircks urodził się w obecnej łotewskiej miejscowości Pedvāle w rodzinie carskiego oficera niemieckiego pochodzenia. Po ukończeniu niemieckiego gimnazjum w Ventspils w latach 1933-1939 studiował rolnictwo w Rydze. Pomiędzy rokiem 1936 a 1939 był przewodniczącym niemieckiej organizacji studenckiej Deutsche Studentenschaft.
Zimą 1939 jako volksdeutsch przesiedlony został w ramach niemieckiej akcji Heim ins Reich do okupowanej Wielkopolski zwanej przez Niemców Wartheland, gdzie wstąpił do SS otrzymując numer 357261. W latach 1939–1941 rozpoczął początkowo pracę na stanowisku szefa powiatowego sztabu SS do spraw wysiedleń w Gnieźnie podejmując wkrótce pracę w Centrali Przesiedleńczej w Łodzi (niem. SS-Ansiedlungsstab Litzmannstadt). W okupowanej Polsce brał czynny udział w akcji kolonizacyjnej „Heim ins Reich”, polegającej na wysiedlaniu Polaków z Wielkopolski i zasiedlanie na ich miejsce volksdeutschów z krajów bałtyckich, ze wschodniej Europy oraz z rumuńskiej Besarabii.
W latach 1941–1945 marynarz Kriegsmarine, w której dosłużył się stopnia Oberleutnanta zum See. Do niewoli dostał się w brytyjskiej strefie okupacyjnej. W roku 1946 został zwolniony z niewoli i osiadł w Hanowerze.

### Okres powojenny
Pomiędzy rokiem 1946 a 1951 pracował w powiecie Wesermarsch oraz w Getyndze. W latach 50. został prominentnym politykiem zachodnioniemieckiej partii CDU.
Otto von Fircks pojawił się w latach 70. w książce polskiego dziennikarza Krzysztofa Kąkolewskiego Co u pana słychać?, która po przetłumaczeniu na język niemiecki doprowadziła do skandalu medialnego w Polsce i w Niemczech. Kąkolewski przeprowadził wywiad z Fircksem, w którym skupił się głównie na jego działalności w biurze przesiedleńczym SS w Wielkopolsce. W wywiadzie Fircks, wbrew faktom twierdził, że nie zajmował się wysiedleniami Polaków oraz zaprzeczał, że w SS pełnił kierowniczą funkcję. Przedstawiał się również jako ofiara wysiedleń.